# Рудолф V фон Дипхолц
Рудолф V (VIII) фон Дипхолц (на немски: Rudolf V (VIII) von Diepholz; * 1524; † 4 октомври 1560) е граф на Дипхолц-Бронкхорст (1529 – 1560). От 1530/1531 г. той има титлата граф.

## Произход
Той е син на граф Фридрих I фон Дипхолц († 1529), господар на Бронкхорст, и съпругата му графиня Ева фон Регенщайн († 1537), дъщеря на граф Улрих IX фон Регенщайн-Бланкенбург († 1524) и графиня Анна фон Хонщайн († 1539). Внук е на граф Рудолф II (IV) фон Дипхолц-Бронкхорст († сл. 1510) и на Елизабет фон Липе († сл. 1527).

## Фамилия
Рудолф V се жени между 24 юли и 27 юли 1549 г. в Нинбург за графиня Маргарета фон Хоя (* 1527; † 2 ноември 1596), която от 1541 до 1549 г. е абатиса в Басум, дъщеря на граф Йобст II фон Хоя († 1545) и графиня Анна фон Глайхен († 1545). Те имат децата:
- Анна фон Дипхолц (+ 1582), ко-аджустрикс в Басум (1578 – 1582)
- Фридрих II фон Дипхолц (1556 – 1585), последният граф и господар на Дипхолц-Бронкхорст (1561 – 1585), женен на 1 (2) март 1579 г. в Касел за графиня Анастасия фон Валдек (1555 – 1582), дъщеря на граф Йохан I фон Валдек-Ландау († 1567) и Анна фон Липе († 1590).[3]